# Priacanthus blochii
Priacanthus blochii är en fiskart som beskrevs av Bleeker, 1853. Priacanthus blochii ingår i släktet Priacanthus och familjen Priacanthidae. Inga underarter finns listade i Catalogue of Life.